# Middletonia suavis
Middletonia suavis là một loài bướm đêm trong họ Geometridae.